# César Ceribelli
César Constantin Raimond Ceribelli, né à Rome le 11 juillet 1841 et mort à Boulogne-Billancourt le 3 mars 1918, est un sculpteur français d'origine italienne.

## Biographie
César Ceribelli étudie à l'Académie de France à Rome sous la direction de Rodolini et de Chelli. Il s'installe à Paris en 1866 et obtient la nationalité française. 
César Ceribelli se spécialise dans les figures de genre et de portrait. 
Membre de la Société des artistes français, il expose régulièrement au Salon des artistes français jusqu'en 1907.
Il meurt en 1918.